# Beaussais
Beaussais is een voormalige gemeente in het Franse departement Deux-Sèvres (regio Nouvelle-Aquitaine) en telt 356 inwoners (1999). De plaats maakt deel uit van het arrondissement Niort.
Tot 1 januari 2013 was Beaussais een zelfstandige gemeente. Op die datum werd het met Vitré samengevoegd tot de nieuwe fusiegemeente Beaussais-Vitré.

## Geografie
De oppervlakte van Beaussais bedraagt 15,7 km², de bevolkingsdichtheid is 22,7 inwoners per km².
De onderstaande kaart toont de ligging van Beaussais met de belangrijkste infrastructuur en aangrenzende gemeenten.

## Demografie
Onderstaande figuur toont het verloop van het inwonertal.